# Stopień ryzyka (film 1969)
Stopień ryzyka (ros. Степень риска, Stiepien riska) – radziecki dramat filmowy z 1968 roku w reżyserii Ilji Awerbacha na podst. powieści Myśli i serca Mykoły Amosowa.
Polska premiera odbyła się w grudniu 1970.

## Obsada[1]
- Boris Liwanow – prof. Siedow
- Innokientij Smoktunowski – matematyk Sasza
- Ałła Diemidowa – Żenia
- Jurij Grebienszczikow – Oleg
- Ludmiła Arinina –  Maria Wasiliewna
- Łeonid Niewiedomski – Piotr
- Wiaczesław Wasiliew – Stiepian
- Jurij Sołowiow – Dima
- Ałła Bałter – Dina
- Łarisa Burkowa – Sima

## Wersja polska
Opracowanie: Studio Opracowań Filmów w Łodzi

Reżyseria: Romuald Drobaczyński

## Recenzje
Czesław Dondziłło z „Filmu” w swej recenzji uznał film za ważną pozycję, „charakterystyczną dla radzieckiej publicystyki filmowej”, zaznaczając na niedoróbki wynikające z debiutu reżyserskiego.